# Balancer

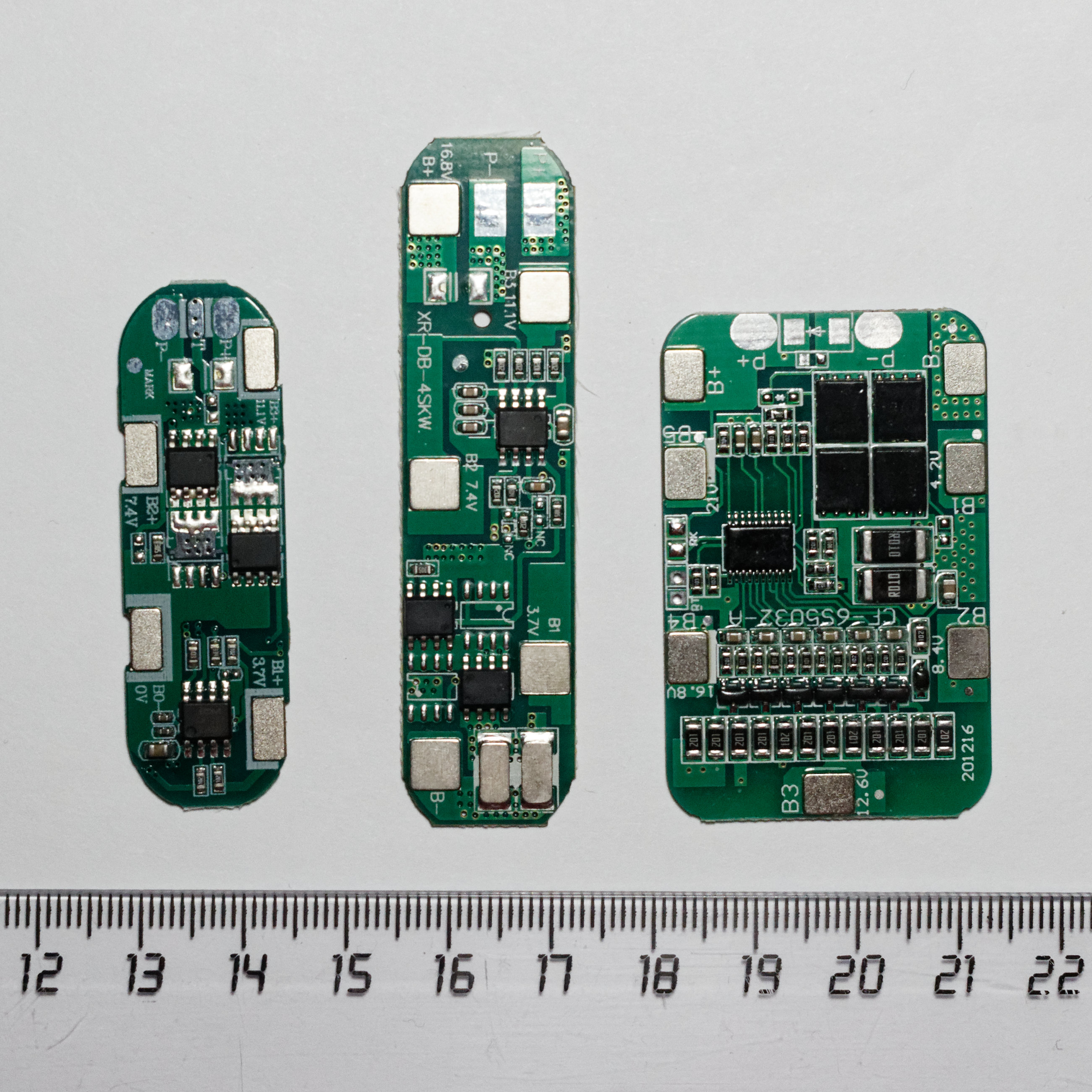
Verschiedene Typen von Balancer-Schaltungen

Der Begriff englisch Balancer (auf Deutsch etwa Ausgleichsregler) bezeichnet eine elektronische Schaltung, die üblicherweise Teil eines Batteriemanagementsystems ist. Sie soll die gleichmäßige elektrische Ladungsverteilung aller ähnlich aufgebauten, aber durch Fertigungstoleranzen und Alterung in elektrischer Hinsicht leicht unterschiedlichen galvanischen Zellen innerhalb eines Akkupacks gewährleisten. Damit wird ein Kompromiss in Bezug auf nutzbare Kapazität und Schutz einzelner Zellen vor kritischen Ladezuständen erreicht.

## Problemstellung

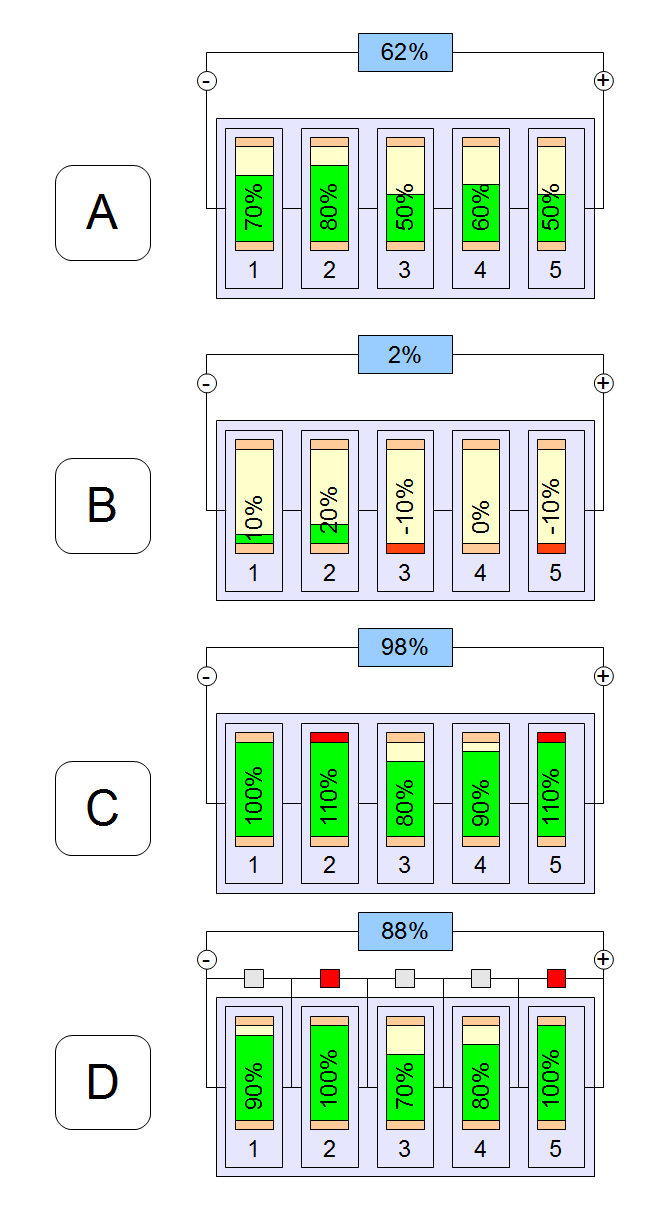
5-Zellen-Akku, Zelle 5 mit geringerer Kapazität;
A: unbalanciert;
B: Zelle 3 und 5 werden tiefentladen;
C: Zelle 2 und 5 werden überladen;
D: Akku wird mit Balancer aufgeladen, passiver Balancer aktiv an Zelle 2 und 5

Akkupacks bestehen zur Erhöhung der Nennspannung in der Regel aus mehreren in Reihe geschalteten Einzelzellen oder Zellblöcken. Fertigungs- und alterungsbedingt gibt es Schwankungen in der Kapazität und im Innenwiderstand dieser Zellen. Im praktischen Einsatz führt dies ohne zusätzliche Maßnahmen dazu, dass die Zellen unterschiedlich ge- und entladen werden, wodurch es bei Entladung zu kritischer Tiefentladung bzw. bei Ladung zu einer Überladung mit Überschreiten der Ladeschlussspannung einzelner Zellen kommt, obwohl sich die Gesamtspannung noch im Nennarbeitsbereich befindet. Je nach Akkumulatortyp kann dies zu einer nicht reversiblen Schädigung einzelner Zellen durch Zersetzung des Elektrolyts führen, sodass der gesamte Akkupack an Kapazität verliert. Zudem lösen bei Über- bzw. Unterschreitung der Betriebsgrenzen einzelner Zellen ggf. vorhandene Schutzschaltungen aus und deaktivieren den Akkupack.

## Arbeitsweisen
Es gibt mehrere unterschiedliche Verfahren des Balancing, welche als passives und aktives Balancing bezeichnet werden. Verträgt ein Akku aufgrund seines chemischen Aufbaus eine gewisse Tiefentladung bzw. Überladung, ohne dabei Schaden zu nehmen, so wird dies zuweilen als natürliches passives Balancing bezeichnet (diese Methode wird jedoch nicht zum Balancing im engeren Sinne gezählt). Die überschüssige Energie der bereits vollen Zellen wird bei natürlichen passiven Balancing direkt in der Akkuzelle in Wärme umgewandelt oder durch Ausgasung abgebaut. Praktisch kann das natürliche passive Balancing nur bei überladefesten Blei- und Nickel-Cadmium-Akkumulatoren angewendet werden. Bei allen anderen Akkumulatortypen, insbesondere den verschiedenen Typen von Lithium-Ionen-Akkumulatoren, ist ein Ladungsausgleich in Form einer passiven oder aktiven Balancerschaltung nötig.

### Passives Balancing
Die häufig angewendete und technisch einfachere Methode eines passiven Balancers arbeitet nur im Bereich des Ladeschlusses, wenn die Zellen eines Akkupacks fast vollgeladen sind. Dabei wird bei jenen Zellen, welche bereits die Ladeschlussspannung erreicht haben, durch den Balancer ein zusätzlicher Widerstand parallel zur Zelle geschaltet, wodurch die Spannung dieser Zelle auf die Ladeschlussspannung begrenzt wird. Diese Zelle wird dann nur gering weiter geladen oder sogar etwas entladen, während die Zellen in der Reihenschaltung, welche die Ladeschlussspannung noch nicht erreicht haben, weiterhin mit dem vollen Ladestrom versorgt werden. Die Leistung des Parallelwiderstandes muss dabei an den Ladestrom angepasst werden, da die überschüssige Energie zur Erwärmung des Widerstands führt.
Ein passives Ausbalancieren von Zellen im Bereich des Entladeschlusses ist auch möglich, wird aber in Praxis nur selten angewendet. Es werden dann jene Zellen mit mehr Ladung über den parallelen Widerstand zusätzlich stärker entladen als Zellen, welche weniger Restkapazität aufweisen. Es kann so jedoch kein gemeinsamer Ladeschluss erreicht werden. Auch das passive Balancieren im teilgeladenen Zustand ist ohne praktische Bedeutung, da sich der Ladezustand der einzelnen Zellen nur im Bereich des vollgeladenen oder fast leeren Zustands präzise über die Zellspannung bestimmen lässt. Auch Zellen mit gleicher Ruhespannung können im teilgeladenen Zustand stark unterschiedliche Ladezustände aufweisen. Lediglich Geräte, die mit geringen Ausgleichsströmen die 12-V-Blockspannungen bei Bleiakkumulatoren ausgleichen (PowerCheq), haben (z. B. im CityEl) eine gewisse Verbreitung erlangt.

### Aktives Balancing

Prinzipschaltung eines aktiven Balancers mit Spulen, zwei Stufen

Bei aktiven Balancern wird durch die Balancerschaltung ein Ladungstransfer von benachbarten Zellen untereinander realisiert und die Energie von Zellen mit höherer Ladung auf Zellen mit niedrigerer Ladung übertragen.
Die Schaltung stellt im Prinzip mehrere speziell auf die Anwendung optimierte Schaltregler dar, welche pro Zelle arbeiten und aktiv Energie von einer Zelle mit höherer Kapazität auf eine benachbarte Zelle mit geringerer Kapazität übertragen. Dieser Vorgang kann während des Ladeprozesses erfolgen; im Regelfall setzt er wie bei passiven Balancern im Bereich des Ladeschlusses ein. Zur Übertragung der Energie sind, wie bei Schaltreglern üblich, zusätzliche Energiespeicher nötig, die zwischen den einzelnen Zellen umgeschaltet werden. Bei kleineren Leistungen kommen Kondensatoren, bei größeren Leistungen Spulen zum Einsatz.
In der nebenstehenden vereinfachten Schaltskizze ist ein Teil eines aktiven Balancers mit zwei Stufen dargestellt. Dabei kann Energie nur in einer Richtung von der Zelle mit dem Index n auf die darunterliegende Zelle n−1 übertragen werden. Dazu wird zunächst der Leistungstransistor FETn eingeschaltet (die dafür nötige Steuerschaltung ist der Einfachheit wegen weggelassen) und die Spule Ln von der Zelle Celln bis zu einem gewissen Grenzstrom geladen. Dieser Stromkreis ist mit einem roten Kreis (1) markiert. Danach öffnet der FETn. Da der Strom durch eine Spule stetig weiterfließt, bildet sich ein zweiter, mit einem blauen Kreis (2) markierter Stromkreis, welcher über die Diode Dn−1 die Zelle Celln−1 auflädt. Dieser Vorgang wird solange wiederholt, bis die Ladung der oberen Zelle n gleich der der Zelle n−1 ist.
Dieses Prinzip kann über eine beliebig lange Kette von Zellen hinweg fortgesetzt werden. Am unteren Ende der Kette ist ein hier nicht dargestellter galvanisch trennender Gleichspannungswandler angebracht, der aus der untersten Zelle Cell1 Energie entnehmen kann und potentialfrei die Zelle am oberen Potentialende speist. Durch diese Schleife über alle Zellen hinweg kann eine beliebige Ladungsverteilung aktiv ausgeglichen werden.
Der Vorteil des aktiven Balancing besteht in dem deutlich höheren Wirkungsgrad, da überschüssige Energie nur zu einem geringen Grad in Wärme umgewandelt wird. Aktives Balancing findet daher primär bei größeren Leistungen Anwendung wie beispielsweise bei Traktionsbatterien im Bereich der Elektromobilität oder Batterie-Speicherkraftwerken. Der Nachteil ist der höhere Schaltungsaufwand mit der dafür nötigen Steuerung und die damit verbundenen höheren Kosten.

## Praktische Ausführung

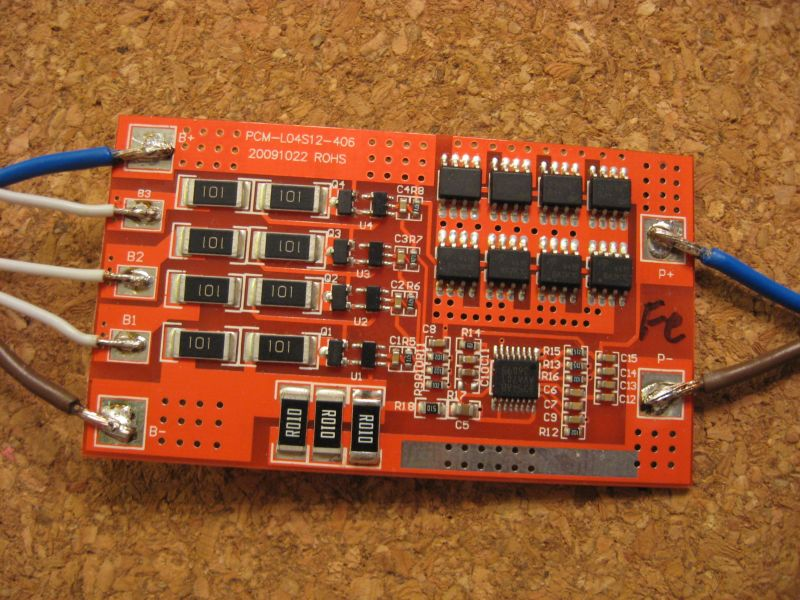
Passiver Balancer mit Akku-Schutzschaltung für ein Akkupack mit vier Zellen

Balancer werden im Rahmen von Batteriemanagementsystemen unter anderem in Notebook-Computern, Camcordern, Akkuwerkzeugen und bei den Traktionsbatterien von Elektrofahrzeugen eingesetzt. Bei den meisten Anwendungsfällen im Konsumbereich werden Balancer und Akkuzellen in einem gemeinsamen Modul zusammengefasst. Der Balancer ist dann nach außen nicht mehr sichtbar. An größeren Akkuzellen können spezielle passive Balancermodule auch direkt auf die Zellen aufgesetzt werden. Sie arbeiten unabhängig voneinander und begrenzen die Ladeschlussspannung der jeweiligen Zelle, indem sie sie oberhalb der Ladeschlussspannung gezielt über Heizwiderstände entladen.
Im RC-Modellbau werden dagegen Akkupack und Balancer meist getrennt voneinander verwendet, oder der Balancer ist im externen Ladegerät integriert. Es werden in diesem Sektor auch Balancer in Form von Leiterplatten angeboten, teilweise auch in Form von Bausätzen für den Eigenbau. Für den Betrieb ist es nötig, dass an dem Akkupack alle nötigen Teilspannungen herausgeführt sind, mit denen jede Zelle einzeln behandelt werden kann.
Bei der erstmaligen Inbetriebnahme (bei fertigen Akkupacks mit integrierten Batteriemanagementsystem übernimmt dies der Hersteller) ist es oft nötig, die Zellen in der Ladungsmenge grob auszubalancieren. Dies geschieht in der Regel durch gezieltes Entladen der Zellen mit dem höchsten Spannungsniveau oder durch das Aufladen aller Zellen in Parallelschaltung bis zum Ladeschluss, bevor sie in Reihe verschaltet werden. Im nachfolgenden Regelbetrieb übernimmt dann das Balancingsystem kleinere Korrekturen.

## Anschlusssysteme im Modellbau
Da sich die Hersteller nicht auf einen einheitlichen Standard für ihre Balancer-Anschlüsse geeinigt haben, gibt es mittlerweile eine Vielzahl an Steckersystemen für Balancer im Bereich des Modellbaus. Am weitesten verbreitet ist eine einreihige Buchsenleiste, welche außen Gesamtplus und Gesamtminus beinhaltet. Dazwischen befinden sich die Abgriffe jeweils zwischen den Zellen zur individuellen Messung jeder Zellspannung und Ausgleichsladung/entladung.
| Steckersystem      | Hardware akkuseitig | Hersteller |
| ------------------ | ------------------- | --- |
| EHR (EH) 2,5 mm    |                     | - robbe - Graupner - Simprop - TanicPacks (neu) - Hyperion - Emcotec - Carson - Kokam - Polyquest (neu) - Fullriver - Xcell - Model-Expert - Robitronic - LRP - SLS (seit Frühjahr 2015 über beiliegende Adapter) - Dymond |
| XHP (XH) 2,5 mm    |                     | - Dualsky - Wellpower - Hyperion - Walkera - Align - E-Flite - Flightmax - Rhino - Litestorm - Polyquest (alt) - Topfuel/Hacker - SLS (seit Frühjahr 2015) - mylipo - Die meisten Importe aus China                        |
| FTP (TP) 2 mm      |                     | - Flight Power - Thunder Power - Multiplex |
| PQ                 |                     | - Hyperion |
| MPX                |                     | - Emcotec |
| Schulze Elektronik | zweireihige Buchse  | - Schulze Elektronik |